# 高昇 (成化進士)
高昇（1433年—？），字明遠，遼陽蓋州人，遼東定遼中衛軍籍。明朝政治人物。進士出身。

## 生平
山東鄉試第三十九名。成化八年（1472年）壬辰科會試第一百四十七名，殿試登進士第三甲第六十名。

## 家族
曾祖父高士義。祖父高能。父亲高亮。有子高文豸。